# Ekvatorialguineas fotbollsförbund
Ekvatorialguineas fotbollsförbund, officiellt Federación Ecuatoguineana de Fútbol, är ett specialidrottsförbund som organiserar fotbollen i Ekvatorialguinea.
Förbundet grundades 1957 och gick med i Caf 1986. De anslöt sig till Fifa år 1986. Ekvatorialguineas fotbollsförbund har sitt huvudkontor i staden Malabo.